# Neolophonotus membrana
Neolophonotus membrana är en tvåvingeart som beskrevs av Jason Gilbert Hayden Londt 1987. Neolophonotus membrana ingår i släktet Neolophonotus och familjen rovflugor. Inga underarter finns listade i Catalogue of Life.